# Skapolit
Skapolit är en benämning på isomorfa tetragonala tektosilikatmineral med en kemisk sammansättning vanligtvis mellan ändleden marialit Na4Al3Si9O24Cl och mejonit Ca4Al6Si6O24CO3 men kan även innefatta ändledet silvialit (Ca,Na)4Al6Si6O24(SO4,CO3). Namnet skapolit används när det exakta förhållandet mellan natrium och kalcium samt mellan klorid, karbonat och sulfat inte är känt. Skapolit är en fast lösning mellan de tre ändleden. Övergången dem emellan är kontinuerlig. Skapolit har gett namn åt skapolitgruppen som omfattar de ovannämnda tre ändledsmineralen. Parallellt med skapolit har namnet wernerit tidigare använts omväxlande som gruppnamn eller varietetsnamn för skapolit men är sedan 1997 förkastad av CNMMN (Commission on New Minerals and Mineral Names).

## Egenskaper
Skapolit bildar långsträckta, prismatiska kristaller, ibland med striering, men kan också förekomma som oklara matta porslinsartade  grovkorniga, täta, stängliga eller stråliga aggregat.
Ren skapolit är i sig färglös men kan innehålla spår av färggivande grundämnen som kan ge skapoliten rosa, violett, blå, gul eller brun färg. Inneslutningar av grafit leder till en grå eller svart färg. Streckfärgen är vit. Kristaller finns från klara transparenta till ogenomskinliga. Densiteten ligger mellan 2,50 och 2,80 g/cm3. Hårdheten är jämförbar med fältspat och är 5 till 6 på Mohs hårdhetsskala.
Skapolit omvandlas lätt, vanligen till glimmer,

Fluorescens I en skapolitstuff som visas omväxlande i dagsljus och i UV-ljus

Skapolit fluorescerar gult till orange, ibland rött och sällan vitt i långvågs ultraviolett ljus.
Det ljusgula gensvaret kommer från två svavelatomer S{\displaystyle _{2}^{-}} med negativ laddning som substituerar (tar plats och ersätter en del) klorid. När mangan Mn2+ substituerar kalcium Ca2+ fås orange fluorescens och när järn Fe3+ substituerar aluminium Al3+ fås röd fluorescens i UV-ljus. Ersätts kalcium av tvåvärt europium Eu2+ leder det till en blå komponent i gensvarets spektrum.
Kalciumhaltig marialit från Långban fluorescerar blått i kortvågig UV-ljus.

## Etymologi
Namnet skapolit härleds från grekiska σκάπος (skapos), "stav" (efter dess prismatiska kristaller) och λίθος (lithos), "sten". José Bonifácio de Andrada e Silva beskrev skapolit  från järngruvorna vid Arendal i Norge i en publikation 1800. I samma publikation beskrev de Andrada även mineralet wernerit  från järngruvorna Nortbö? och Ulrica i Arendals malmdistrikt. Det mineralet var namngivet efter mineralogen Abraham Gottlob Werner.

## Klassning
Enligt Strunz systematik 9. utgåvan tillhör skapolitgruppen 9.FB.15 (9= silikater, F= tektosilikater utan zeolitiskt vatten, B= med ytterligare anjoner, 15= skapolitgruppen).

## Kristallstruktur
Skapolit tillhör det tetragonala kristallsystemet. Såväl ändletet marialit som mejonit kristalliserar i rymdgruppen I4/m medan blandkristaller kan kristallisera i rymdgruppen P42/n. David Teerstra och medarbetare fann att avgränsning mellan rymdgrupperna kunde beskrivas med antalet kiselatomer i den nominella kemiska formeln (Na,Ca)4Si(9-x)Al(3+x)O24(Cl, CO3,SO4).
När antalet kiselatomer är mellan 9 och >8,4 så är det en marialitrik skapolit (Ma=80-100%).
När antalet kiselatomer är 8,4 och >7,3 så är det en intermediär skapolit. (Ma=43,333-80 %)
När antalet kiselatomer är 7,3 och 6 så är det en mejonitrik skapolit. (Ma=0=43,333 %
Kisel och aluminium bildar via syreatomer en rymdnätstruktur med kanaler likt zeolitmineral. I dessa olika kanaler tar de övriga av skapolitens atomer plats.

## Varieteter
Petschit är en violett varietet från Tanzania. Difyr betecknar en natrium- och kloridrik skapolit (Ma80–Ma50)  medan mizzonit är en natriumrik mejonit (Ma50–Ma20).

## Bildning och förekomst
Skapolit bildas genom att lösningar omvandlar kalk- eller alkalirika bergarter. Bildningsmiljön är oren kalksten, skarn, basiska bergarter, gnejs eller nefelinsyeniter.
Skapolit  finns i varierande kvalitet i hela världen. Mineralet förekommer i hålrum i vulkaniska bergarter, i kalksten, gnejs och andra metamorfa bergarter.
I Sverige finns skapolit i bland annat Norrbotten och Lappland.
Vidare betecknas skapoliten i Norra Kärr i Småland, Lövsta i Södermanland och Wigströmsgruvan i Västmanland som mineralet marialit medan skapoliter i kalkbrotten Lindbo i Västmanland, Malsjö i Värmland, Grönsjöberg i Dalarna och Stora Vika i Södermanland som mineralet mejonit.

## Användning
Skapolit har ingen speciell teknisk användning, men är intressant för samlare och forskare. 
Klara skapolitkristaller används som smyckessten men detta är ett relativt okänt användningsområde. Kristallerna kan påminna om citrin och ljus ametist. För en juvelerare krävs det en noggrann undersökning för att till exempel skilja citrin från gul skapolit.

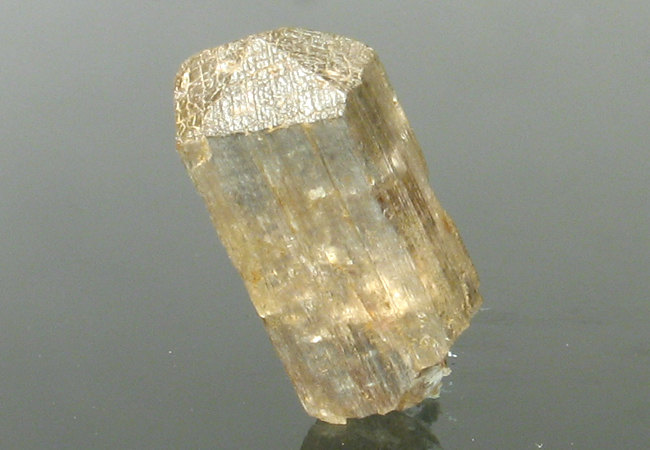
färglös (Madagaskar)
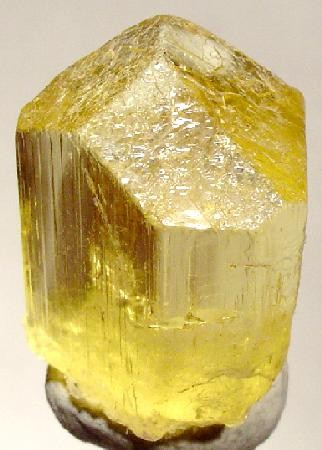
gul (Tanzania)
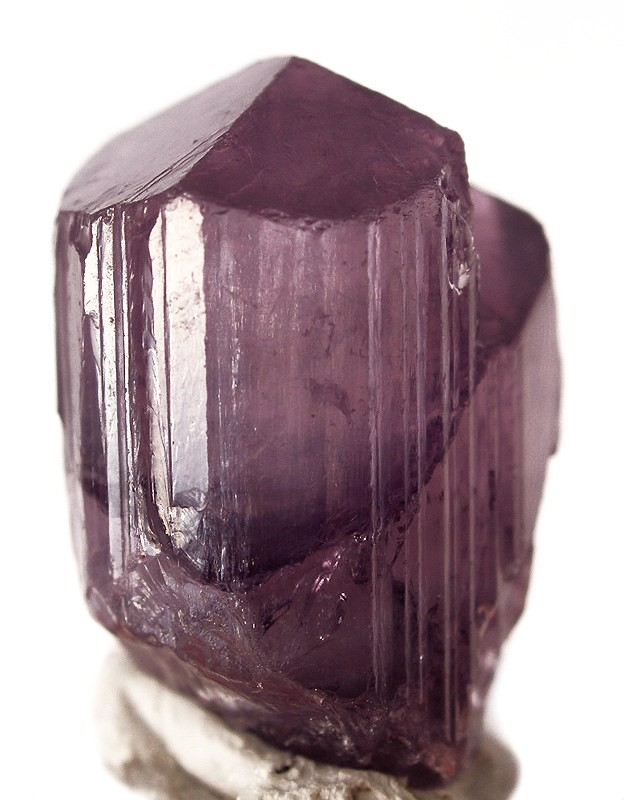
violett (Afghanistan)
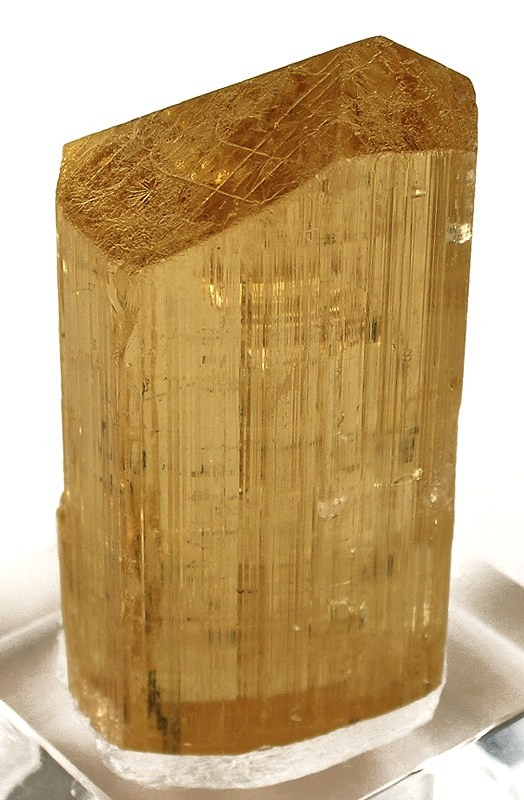
guldbrun (Tanzania)
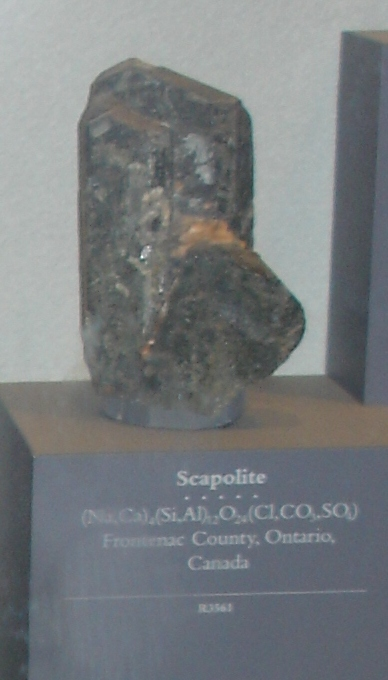
grå (Kanada)
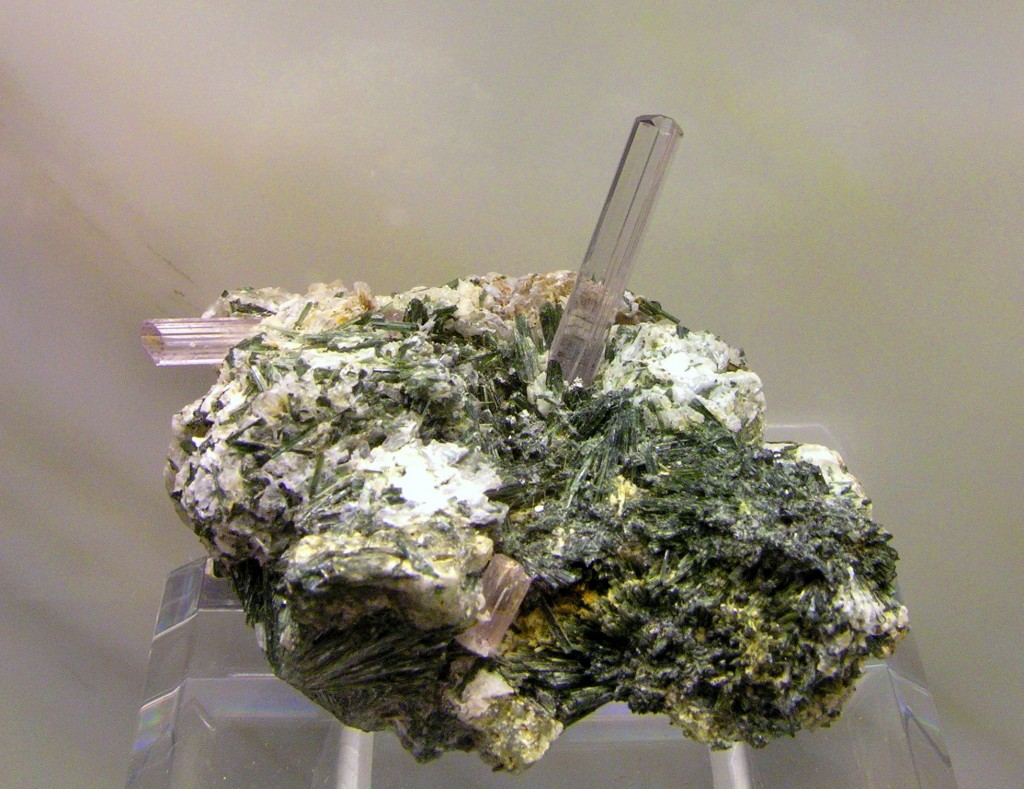
Violetta skapolitstavar på matris av obestämda små gröna kristaller - Badakhshan, Afghanistan
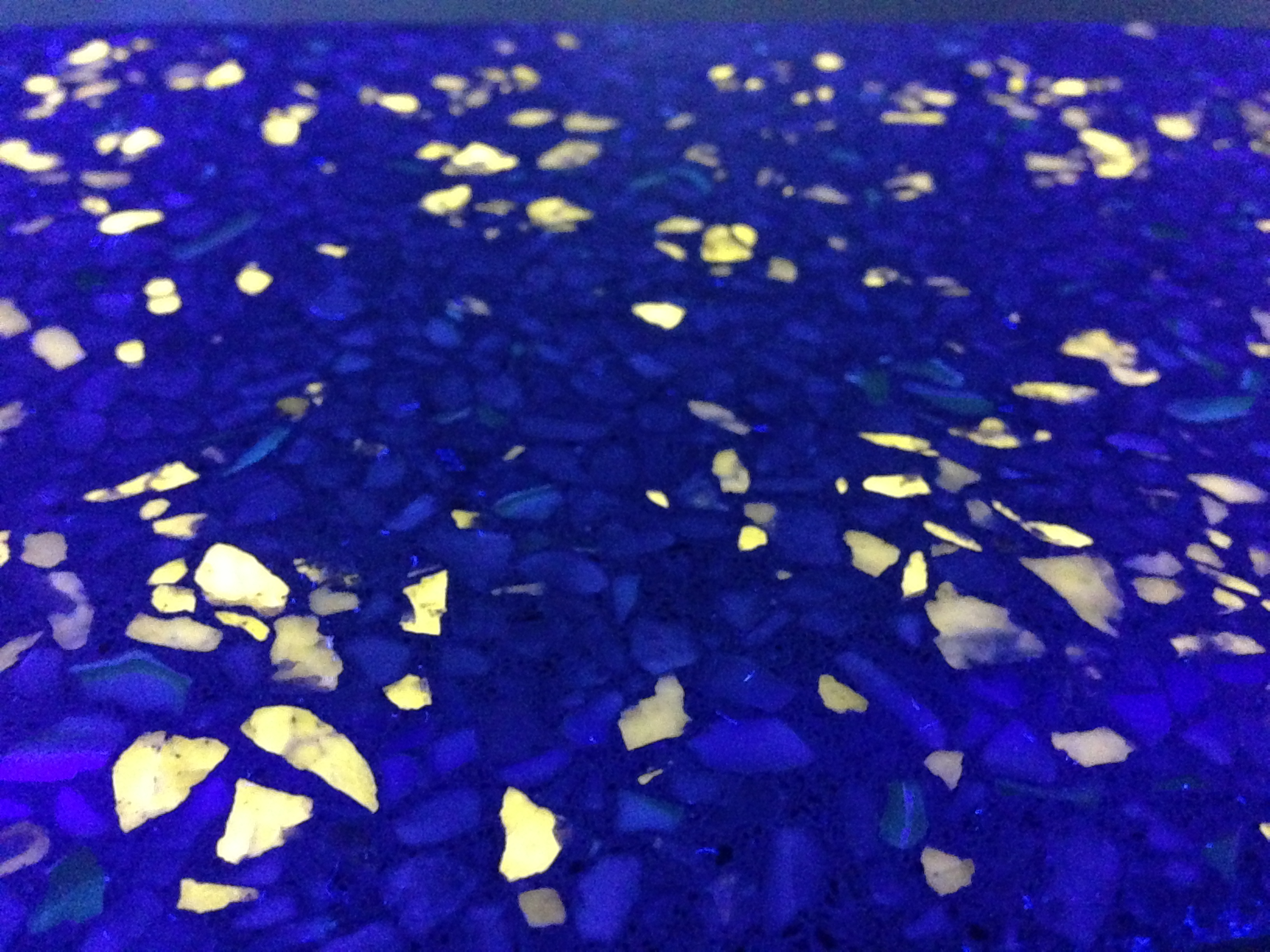
Golvbeläggning i terrazzoteknik med fluorescerande skapolit